# Hutkrempe

Anatomie des Hutes

Die Hutkrempe ist der Teil des Hutes, der vom Kopf seitlich absteht und an der Unterkante der Hutkrone ansetzt. Hutkrempen laufen komplett um den Kronenteil des Hutes herum und können unterschiedlich breit sein. 
Die Krempe dient dem Sichtschutz, dem Sonnenschutz und schützt vor Niederschlag. Je breiter die Krempe, desto größer die Schutzfunktion, aber desto leichter kann der Hut auch wegfliegen, aufgrund der größeren Angriffsfläche für Wind.
Seit jeher dient die Krempe auch der Verzierung, besonders bei den sehr breiten Damenhüten.
Wenn krempenartige Bestandteile nur an Teilen einer Kopfbedeckung angebracht oder nicht vorhanden sind, handelt es sich um eine Mütze. Man spricht dann von einem Schirm (für die Augenpartie, manchmal zusätzlich auch für die Nackenpartie) und von Ohrenklappen.